# Muladí
La palabra muladí (pl. muladíes) puede designar a tres grupos sociales presentes en la península ibérica durante la Edad Media:
1. Población de origen hispanorromano y visigodo que adoptó la religión, la lengua y las costumbres del Islam tras la formación de al-Ándalus.[1]
2. Cristiano que abandonaba el cristianismo, se convertía al Islam y vivía entre musulmanes.[2] Se diferenciaba del mozárabe en que este último conservaba su religión cristiana en áreas de dominio musulmán.
3. Hijo de un matrimonio mixto cristiano-musulmán y de religión musulmana.[cita requerida]

Dentro del primer grupo se distinguió la nobleza visigoda, que acabó fundiéndose con la árabe, aunque en zonas alejadas protagonizó movimientos secesionistas, como el de los Banu Qasi. En cuanto a los sectores más humildes, la mayoría optó por una conversión que, fuera de consideraciones religiosas, les eximía de pagar el impuesto territorial y personal que gravaba a los no creyentes, entre otros beneficios sociales que reportaba la adhesión a la cultura dominante.
Debido a la rápida arabización cultural de los muladíes (adopción de la lengua árabe, del islam y de nombres árabes) y su mezcla a través de matrimonios mixtos con los árabes y bereberes llegados a la península, mucho menos numerosos, las diferencias étnicas entre los distintos grupos prácticamente desaparecieron en los siglos XII y XIII, haciendo que en adelante fuera imposible, en la mayoría de los casos, distinguir en la población andalusí los elementos de origen foráneo de los propiamente peninsulares. Se creó así una población relativamente homogénea en la que eran dominantes el origen étnico hispanovisigodo y los elementos culturales árabes, incluso en las familias de reconocida prosapia árabe, real o pretendida.
Las diferencias socioeconómicas de Al-Ándalus generaron, no obstante, frecuentes tensiones en el siglo IX, manifiestas en la revuelta del Arrabal o en la rebelión de Omar ben Hafsún. Este último llegó a ser célebre. Nació en Ronda y procedía de una familia goda cuyo abuelo se había convertido al islam. Llegó a controlar políticamente un territorio importante de Andalucía y se convirtió al cristianismo en el año 899, instalando un obispo cristiano en Bobastro.
Aunque los orígenes muladíes quedaran diluidos con la adopción de nombres árabes, algunas familias mantuvieron sus nombres hispanorromanos. Son conocidos, por ejemplo, los casos de la familia Banu Qasi (< Casio), el poeta Ibn Quzman (< Guzmán), el jurisconsulto Ibn Bashkuwal (< Pascual), el visir Ibn Gundisalb (< Gundisalvo, Gonzalo), el general Ibn Martin (< Martín), así como las varias familias apellidadas al-Quti (<el godo). Una rama familiar al-Quti pasó a África y se establecieron en Malí donde conservaron miles de manuscritos que forman el Fondo Kati.

## Etimología
Según el diccionario de la Real Academia, procede del árabe hispánico muwalladín (pl. *muwállad), y este del árabe clásico مُوَلَّد muwallad, que significa "engendrado de madre no árabe".
Muwallad procede de la palabra WaLaD (وَلَد; raíz: waw, lam, dal). Walad significa “descendiente, retoño; hijo; animal joven”. Muwallad se refiere a los hijos de hombres árabes y mujeres de otros pueblos. El término muwalladin se usa todavía en el árabe moderno para designar a este tipo de hijos.
El término muladí, también presente en la lengua portuguesa, se ha considerado como uno de los posibles orígenes etimológicos de la palabra mulato, que designa a una persona con antepasados mixtos entre europeos y otras razas, o el arabismo castellano maula, que significa "engaño o artificio encubierto".